# Polyodon spathula
Il pesce spatola americano, Polyodon spathula, detto anche pesce spatola del Mississippi o spoonbill (becco a cucchiaio), vive nei fiumi a corso lento del bacino idrografico del Mississippi. Sembra che sia scomparso dal lago Erie e dai suoi tributari. Strettamente imparentato con gli storioni, questo grosso Condrosteo d'acqua dolce può raggiungere i 220 cm di lunghezza e pesare fino a 100 kg. Deve il suo nome comune e scientifico al muso caratteristico, enormemente allungato e a forma di spatola. Si ritiene che utilizzi degli elettrorecettori sensitivi presenti su di esso per localizzare le prede, ma anche per seguire la rotta giusta nelle migrazioni verso i siti di deposizione delle uova. Si nutre soprattutto di zooplancton, ma anche di crostacei e bivalvi.

## Storia

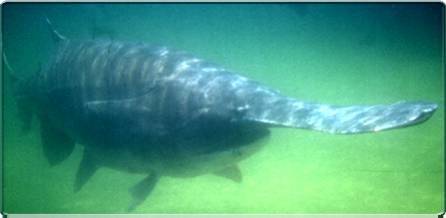
Polyodon spathula

Un tempo comune in tutto il Midwest, la pesca incontrollata e i cambiamenti dell'habitat hanno causato una notevole diminuzione delle popolazioni di questo animale; la gustosità delle carni e delle sue uova non hanno fatto altro che peggiorare le cose. Dighe e altri sbarramenti impediscono a questo pesce di ricolonizzare i luoghi dove un tempo viveva e negano l'accesso ai siti di deposizione delle uova.
Fino al 1900, il pesce spatola si trovava anche nel lago Erie e nei fiumi del suo bacino idrografico, sia degli USA che del Canada. Specie invasive come il bivalve zebra hanno ridotto il numero dello zooplancton nei Grandi Laghi a livelli così bassi da renderne impossibile anche un ipotetico programma di reintroduzione.
Dal 1998, come tutte le specie appartenenti all'ordine Acipenseriformes, è sottoposta alla protezione della CITES che ne controlla il commercio. Attualmente vengono allevati anche nell'Est Europa soprattutto in policoltura all'interno di allevamenti dedicati agli storioni e recentemente alcuni pesci spatola sono stati individuati nel Danubio. Non è stato ancora determinato se siano fuggiti dagli allevamenti ittici della Romania e Bulgaria durante le inondazioni del 2006 o se sono stati volontariamente rilasciati.
Dove le popolazioni sono abbastanza numerose da permetterne la cattura, il pesce spatola americano rimane una preda ambita per i praticanti di pesca sportiva. Dato che è un animale filtratore, non potrà mai essere catturato con un'esca, bensì con le trappole. Alcuni Stati, compreso il Missouri, ne hanno approvato l'allevamento in laghi artificiali dove le popolazioni residenti sono basse o inesistenti e in aree dove le popolazioni storiche non possono essere sfruttate troppo a lungo. I pesci spatola vengono uccisi per le loro uova, da cui si ricava un prodotto alquanto simile al caviale.
Polyodon spathula è l'unica specie vivente di pesci spatola.